# James Gardner Oldroyd
James Gardner Oldroyd (1921 — 22 de novembro de 1982) foi um matemático e reologista britânico.
Formulou o modelo Oldroyd-B, descrevendo o comportamento viscoelástico de fluidos não newtonianos.